# Castillo de Teayo (municipalité)
La municipalité de Castillo de Teayo est l'une des 212 municipalités de l'État de Veracruz, et est située dans la partie nord de cet État. Située dans la plaine côtière à l'ouest du golfe du Mexique, elle fait partie du bassin versant du fleuve Río Tuxpan. Elle est limitrophe à l'ouest de l'État de Puebla. Son chef-lieu est la ville éponyme de Castillo de Teayo. Elle dépend de la région Huasteca Baja, du nom du peuple des Huaxtèques qui y est établi, et est une des 10 subdivisions administratives de l'État de Veracruz.

## Géographie
La municipalité de Castillo de Teayo est traversée du sud-ouest au nord-est par la rivière Las Cañas, qui est un affluent de rive droite du fleuve Río Tuxpan. Établie dans la plaine côtière du golfe du Mexique, elle connaît également de premiers reliefs vallonnés, avec une altitude oscillant entre 60 et 400 mètres. Son chef-lieu, la ville éponyme de Castillo de Teayo, se trouve dans la partie orientale de son territoire, enserrée entre la rivière Las Cañas au nord, et l'un de ses affluents à l'est. Son territoire couvre une superficie de 272 km2, et était peuplé en 2020 de 20 145 habitants, pour une densité de 74,1 habitants par km2.
Cette municipalité est limitrophe au nord de celle d'Álamo Temapache, à l'ouest, dans l'État de Puebla, de celle de Francisco Z. Mena, et à l'est, à nouveau dans l'État de Veracruz, de celle de Tihuatlán.

## Composition et démographie
La municipalité était composée en 2020 de 63 localités, dont une seule était considérée comme urbaine, les autres étant rurales.
| Localité            | Population |
| ------------------- | ---------- |
| Castillo de Teayo   | 4716       |
| Mequetla            | 1608       |
| Teayo               | 1362       |
| La Guadalupe        | 1261       |
| La Defensa          | 1243       |
| Reste des localités | 9955       |
| Total population    | 20 145     |

En plus de l'espagnol, plusieurs langues amérindiennes sont parlées dans la municipalité, dont les principales sont par ordre d'importance : le nahuatl, le totonaque et l'otomí, et dans une moindre mesure le huastèque et le zapotèque.

## Histoire

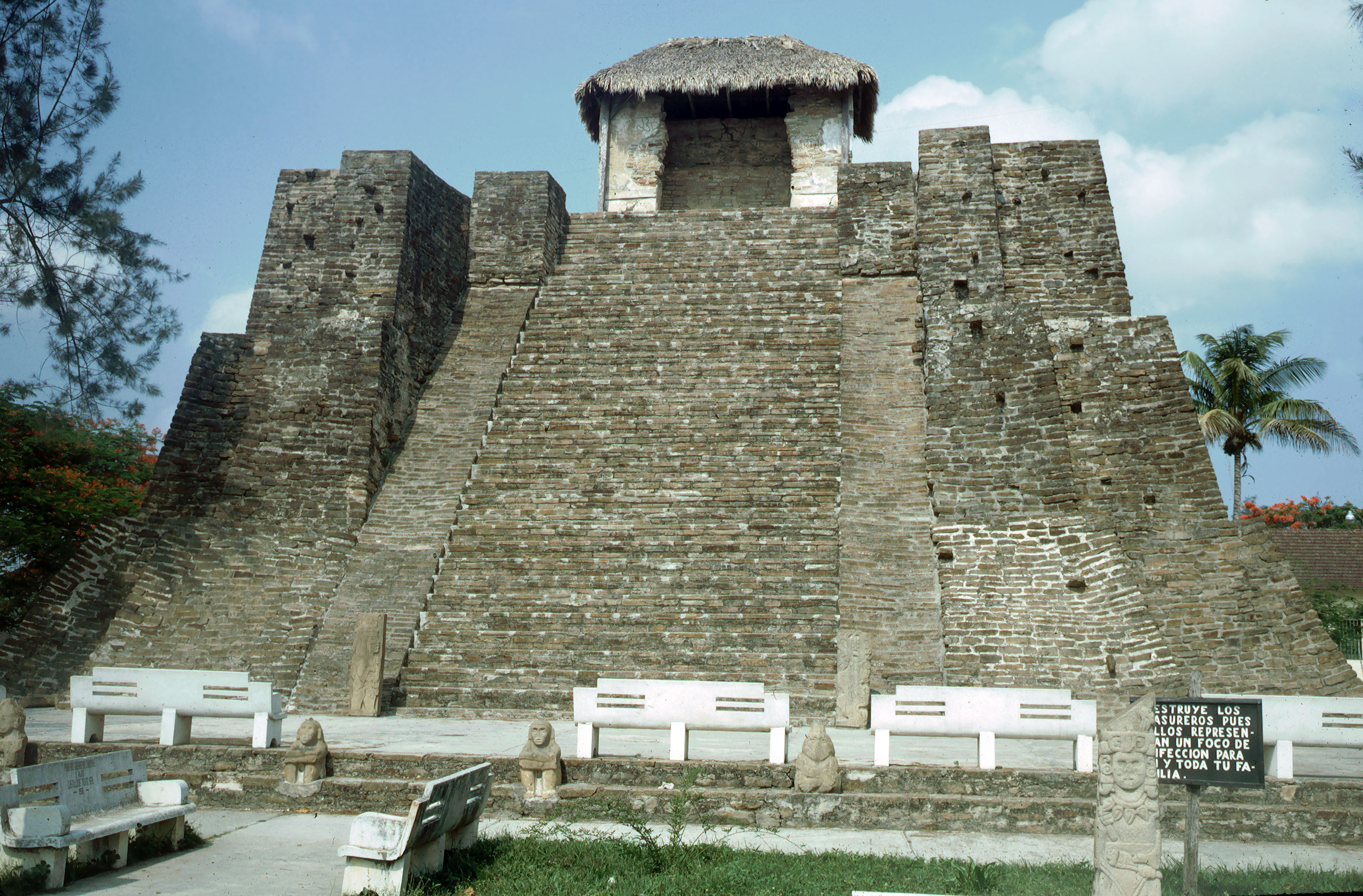
Pyramide de Castillo de Teayo

L'origine de la ville de Castillo de Teayo remonte à la période précolombienne et était peuplée par le peuple des Huaxtèques entre les XIIe et XVe siècles. À partir du XVe siècle, la ville tombe sous la domination des Aztèques. La ville actuelle conserve un site archéologique (es) important, caractérisé notamment par une pyramide, correspondant à un temple. Elle se trouve aujourd'hui au sein d'un parc public du centre ville, entourée d'une trentaine de sculptures monolithiques.

## Économie

### Agriculture et élevage
La superficie des parcelles semées représentait en 2019 une surface totale de 15 279 hectares, parmi lesquels 10 761 hectares étaient voués à la culture de l'orange, 3451 hectares étaient voués à la culture du maïs, et 827 hectares étaient voués à la culture de la tangerine, un agrume proche de la mandarine.
En 2020, la production de viande par tonnes comprenait 4156,2 tonnes de viande bovine, 263,1 tonnes de viande porcine, 14,7 tonnes de viande ovine, 7 tonnes de volailles, et 7,8 tonnes de dinde. La superficie vouée à l'élevage représentait alors 16 916 hectares.

### Pétrochimie
La municipalité fait partie du bassin producteur d'hydrocarbures de Chicontepec, qui s'étend du nord au sud dans le nord de l'État de Veracruz, et déborde légèrement dans celui de Puebla. Malgré d'importants investissements de l'État et de la compagnie pétrolière publique Pemex, sa production n'excède pas 200 barils par jour.